# Гималайская пищуха
Гималайская пищуха (Certhia himalayana), — вид певчих птиц семейства пищуховых. Он распространен преимущественно в северных районах Индийского субконтинента, особенно в Гималаях, а также в прилегающих регионах. Встречается в Афганистане, Индии, Иране, Казахстане, Мьянме, Непале, Тибете, России, Таджикистане, Туркменистане и Узбекистане. Естественная среда обитания — бореальные леса и леса умеренного пояса. 

## Описание
Гималайская пищуха достигает длины 14 см и массы 7.8–10.3 г. Это довольно характерная пищуха с тусклым оперением, в котором отсутствуют яркие ржавые тона, но имеются четко выраженные темные полосы на хвосте и самый длинный клюв в своем роде. 
Номинативный подвид в свежем оперении (сентябрь–февраль) имеет тёмно-коричневое оперение на макушке, затылке и центре верхней мантии, перья с немного более светлыми полосками по центру и черновато-коричневыми краями, что создает пятнистый эффект. Уздечка, щеки и ушные покровы тёмно-коричневые. Малые кроющие и плечевые перья с белесыми центрами, тонкими коричневыми отметинами и тонкими черновато-коричневыми краями (что создает пятнистый вид на более светлом фоне). Перья спины и хвоста тускло-коричневые с лёгким коричневым оттенком на концах, верхние покровы хвоста светло-оливково-коричневые, с едва заметными темными полосами. Верхние покровы крыльев тёмно-коричневые, малые и средние покровы с белесыми кончиками, внутренние большие покровы с бледными бежевыми стержнями и тусклыми бежевыми кончиками. Хвост тускло-коричневый с узкими тёмно-коричневыми полосами, светлыми ржаво-коричневыми стержнями. Подбородок, горло и центр верхней части груди кремово-белые, бока шеи и груди слегка окрашены в бледный бежевый цвет, нижняя часть груди, верхние боковые части и живот очень светло-тускло-бежевые, задние боковые части и бедра до нижних покровов хвоста светло-тускло-коричневые. 
В изношенном оперении (март–август) макушка и затылок выглядят более явно полосатыми, теплые тона на мантии и плечевых перьях теряются, нижняя часть тела становится светлее и белее (грязно-серый при сильном износе). Радужка темно-коричневая. верхняя часть клюва темного рогового цвета до черноватого, нижняя часть бледная с коричневым кончиком. Ноги коричневые. Отличается от всех сородичей тонкими черноватыми полосами на хвосте. 
Половой диморфизм отсутствует, самец в среднем имеет чуть более длинный клюв чем самка. 
Молодая особь похожа на взрослую, но центры перьев от лба до затылка крупнее, коричневее и менее выражены, что придает более пятнистый вид. Верхняя часть тела немного теплее и коричневее, более пятнистая, горло и грудь белее (но пятнистые, показывающие серые основания перьев), резко контрастируют со светло-тускло-бежевыми нижними частями тела с тонкими черными краями перьев, образующими разбросанные легкие темные пятна. 

## Распространение
Населяет открытые хвойные лесе и опушки. В Центральной Азии, на севере Афганистана и на западе Пакистана предпочитает зрелые можжевеловые (Juniperus) леса. На востоке Афганистана, на севере Пакистана, в западных Гималаях и южном Китае встречается в лесах сосны (Pinus), ели (Picea), кедра (Cedrus) и пихты (Abies), а также в садах персика (Prunus persica) и абрикоса (Prunus armeniaca), и рододендрона (Rhododendron), можжевельника и березы (Betula) на больших высотах, также в более засушливых безлесных районах. На горе Виктория (юго-западная Мьянма) исключительно в зрелом сосновом лесу. 
Зимой на равнинах Пакистана и Северо-Западной Индии может встречаться в рощах акации (Acacia), прибрежных лесах, садах, деревьях в селах, садах и вдоль дорог, даже когда они изолированы в безлесной полупустыне. Западные популяции размножаются на высоте 1800–3660 м (ближе к нижнему пределу диапазона на западе, к верхнему в Непале), а зимой от 2100 м до уровня равнины, хотя некоторые остаются на высоте до 2400 м. Восточные популяции встречаются до 4000 м летом и опускаются до 650 м зимой, но границы размножения неясны.
Популяции на западе частично мигрирующие, и в Пакистане, северо-западной Индии и западном Непале некоторые перемещаются на юг к подножиям и равнинам с сентября до начала апреля, хотя другие остаются на большой высоте зимой. В Пакистане во внегнездовой сезон встречаются на юге, в то время как в Индии зарегистрированы на севере Пенджаба, севере Харьяны и Северо-Западном Уттар-Прадеше. Хотя местами довольно многочисленны в Пакистане, по-видимому, гораздо реже встречаются зимой на низких высотах в Индии и лишь изредка в северо-Западном Непале. Восточные популяции в основном оседлые, но некоторые совершают сезонные вертикальные миграции.

## Питание
Питается насекомыми, пауками и другими мелкими беспозвоночными, иногда также семена. Ищет пищу на стволах деревьев и ветвях, иногда среди внешней листвы, используя тонкий клюв для извлечения добычи из трещин и щелей. Двигается вверх прыжками, закручиваясь вокруг ствола, а затем летит к основанию другого дерева и повторяет процесс. Гималайские пищухи были замечены за поиском пищи на земле и, по крайней мере, зимой — на каменных стенах. Иногда ловит насекомых в полете.
Социальная структура: кормится поодиночке или парами, а также в небольших семейных группах после сезона размножения. Позже зимой обычно поодиночке, хотя такие особи часто присоединяются к смешанным стаям для поиска пищи.

## Песня
Песня обычно состоит из 7–12 (в крайних случаях 3–13) полных, слегка двусложных, свистковых нот, исполняемых медленно и целенаправленно с ритмичным звучанием, примерно 6 нот в секунду (до 12 в самых быстрых песнях), часто с легким замедлением и начинающихся с более высокой, мелодичной ноты. Каждая песня обычно длится около 2 секунд, например: «tswee-chi-chi-chi-chi-chi-chi-chi», что похоже на звук Certhia discolor, но, как правило, исполняется медленнее и более прерывисто. 
Также присутствует более разговорный, звенящий, нисходящий (почти смеющийся) звук «ti, ti’tu-du-du-du-du». Позывка — короткая, высокочастотная, пронзительная «tsee», одиночная или в медленной серии «tsui, tsui, tsui…», а также гораздо более тонкие и высокие ноты «see» и «psit».

## Размножение
Сезон размножения с апреля по июнь, по-видимому, за сезон только одна кладка. 
Гнездо строится обоими родителями в течение примерно 14 дней, представляет собой рыхлую конструкцию из фрагментов коры, веток, сухой травы, мха, выстланную шерстью, волосами и перьями. Гнездо располагается на высоте от уровня земли до примерно 15 м (обычно на низких уровнях) за рыхлой корой большого мертвого или умирающего дерева, иногда в углу между стволом и веткой, в трещине или щели (даже среди обнаженных корней) или иногда в старом дупле дятлов. Поскольку полость может быть большой, ветки помещаются внутрь до тех пор, пока некоторые не застрянут и не образуют основание. 
Кладка состоит из 4–6 яиц, белых с красновато-коричневыми пятнами. Средний размер яйца —15.8 × 12.2 мм. Инкубация, по-видимому, осуществляется только самкой, которую кормит самец. Период инкубации составляет 13–14 дней. За птенцами ухаживают оба родителя. Птенцы встают на крыло примерно через три недели.

## Подвиды
По данным базы Международного союза орнитологов в составе вида Certhia himalayana выделяют 4 подвида:
- C. h. taeniura Severtsov, 1873. Горы Центральной Азии;
- C. h. himalayana Vigors, 1832. Номинативный. Восток Афганистана, центральные Гималаи;
- C. h. yunnanensis Sharpe, 1902. Восток Тибета, север Мьянмы, центральный Китай;
- C. h. ripponi Kinnear, 1929. Юго-запад Мьянмы.

Ближайшие родственные виды неясны, хотя песня довольно похожа на песни C. discolor и C. manipurensis. Несмотря на то что этот вид встречается в двух разрозненных популяциях, географическая вариация имеет градиентный характер по всему ареалу: западные птицы самые светлые с более длинным клювом, а восточные — темнее и с более коротким клювом (градиент, по-видимому, меняется на крайних восточных участках ареала), и молекулярная вариация низка.
Подвид taeniura светлее и серее номинативного подвида: светлые центры перьев верхней части тела серее, а более тёмные края уже и светло-коричневые (вместо черновато-коричневых), хвост и задняя часть тела светло-серые, снизу светлее и серее с небольшим или отсутствующим бежевым оттенком даже при свежем оперении (за исключением нижнего живота и клоаки), а контраст между горлом и грудью меньше.
Подвид yunnanensis темнее номинативного: верхняя часть тела черновато-коричневая, грудь и живот темнее, более дымчатого бежевого цвета (но немного светлее на северо-востоке Сычуани).
Подвид ripponi напоминает последний подвид, но верхняя часть тела немного теплее и светлее коричневая (все еще темнее номинативного), с более заметным ржавым оттенком на нижней части спины и хвоста.